# Bolat Atabajew
Bolat Atabajew (kasachisch Болат Манашұлы Атабаев, Transkription Bolat Manaschuly Atabajew, nach internationaler englischer Umschrift Bolat Atabayev; * 14. Mai 1952 in Tentek bei Taldyqorghan, Kasachische SSR; † 28. Juli 2021 in Almaty, Kasachstan) war ein kasachischer Theaterregisseur und Menschenrechtskämpfer.

## Leben
Atabajew wuchs in einer Region auf, in der viele unter Stalin deportierte Wolgadeutsche lebten, und kam so früh mit der deutschen Sprache in Kontakt. Er studierte Germanistik und deutsche Literatur in Leipzig sowie in Almaty, wo er zeitweise deutsche Phonetik an der Sprachenhochschule lehrte.
Er gehörte in den 1980er Jahren zu den Mitgründern des Deutschen Theaters in Temirtau, das 1990 nach Almaty umzog. Danach war er von 1991 bis 2000 als Regisseur am Staatlichen Kasachischen Äuesow-Theater tätig. Bis 2003 lehrte er als Dozent an der Kasachischen Akademie der Künste und wirkte von 2004 bis 2007 als Chefregisseur erneut am Deutschen Theater Almaty. 2005 gründete er sein eigenes Theater Aksaray. Bei Volker Schlöndorffs Kasachstan-Film Ulzhan – Das vergessene Licht (2007) war Atabajew Ko-Autor.
Seine regierungskritische Haltung und sein Eintreten für die Belange von Arbeitern, z. B. 2011 im Zusammenhang mit einem Streik der Ölarbeiter in Schangaösen, brachten ihn in Opposition zur Regierung in Kasachstan. Er wurde im Juni 2012 wegen „Anstiftung zur sozialen Unruhe“ inhaftiert und nach Protesten vor allem aus Deutschland im Juli 2012 aus der Untersuchungshaft entlassen und wieder auf freien Fuß gesetzt.
Atabajew wurde im August 2012 in Weimar vom Goethe-Institut für seine Verdienste um das Theater und den deutsch-kasachischen Kulturaustausch mit der Goethe-Medaille ausgezeichnet. Um einer erneuten Verhaftung zu entgehen, lebte Atabajew danach in Deutschland und wurde ab dem 1. Dezember 2012 Schirmherr der Theaterakademie Köln. 2020 erkrankte er schwer an Diabetes und musste in einer Münchner Klinik behandelt werden. Danach kehrte er zurück nach Almaty und starb dort Ende Juli im Krankenhaus.

## Werk
In seinem künstlerischen Schaffen standen Menschen und deren Konflikte mit autoritären Systemen im Mittelpunkt. Als Autor machte er in dem Stück Muslima (1988) das Schicksal zwangsumgesiedelter Wolgadeutscher in Kasachstan zum Thema und setzte sich in dem Theaterstück Lady Milford aus Almaty (2000) mit der Diskriminierung Russlanddeutscher in der Bundesrepublik auseinander. Als Regisseur beschäftigte er sich in seiner Inszenierung Die Lawine (2012) mit den zerstörerischen Folgen von Diktatur und Ideologie im täglichen Leben.